# Белер Блаф
Белер Блаф (енгл. Belleair Bluffs) град је у америчкој савезној држави Флорида. По попису становништва из 2010. у њему је живело 2.031 становника.

## Демографија
Према попису становништва из 2010. у граду је живело 2.031 становника, што је 212 (9,5%) становника мање него 2000. године.
| Група             | 2000.         | 2010.         |
| Белци             | 2.172 (96,8%) | 1.868 (92,0%) |
| Афроамериканци    | 4 (0,2%)      | 16 (0,8%)     |
| Азијати           | 22 (1,0%)     | 27 (1,3%)     |
| Хиспаноамериканци | 28 (1,2%)     | 99 (4,9%)     |
| Укупно            | 2.243         | 2.031         |